# アナーニ事件

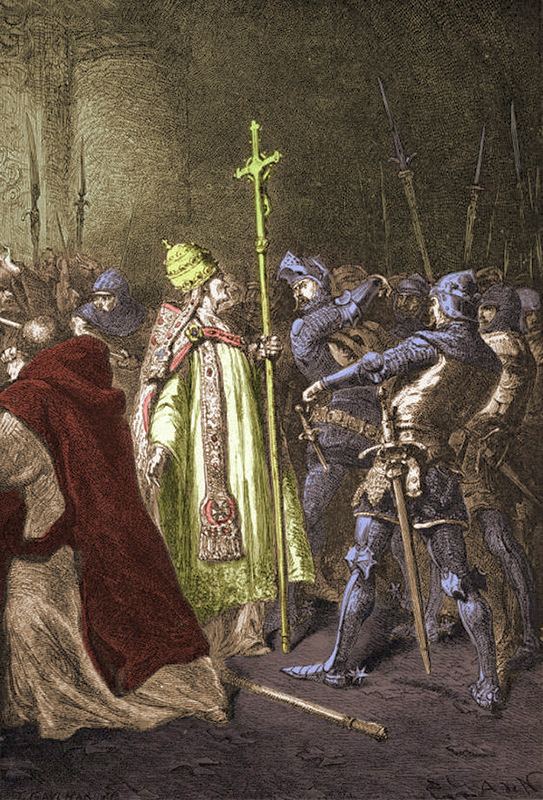
アルフォンス·マリー·アドルフ＝ドヌー「教皇ボニファティウス8世の捕縛」

アナーニ事件（アナーニじけん、Outrage of Anagni）は、1303年にフランス国王フィリップ4世がローマ教皇ボニファティウス8世をイタリアの山間都市アナーニで捕らえた事件。フィリップ4世はローマ教会にも圧力をかけ、クレメンス5世をアヴィニョンへ移住させ、アヴィニョン捕囚（教皇のバビロン捕囚）を引き起こして教皇権に対する王権の優位を確立した。事件は教皇権力の衰退と王権の伸張を印象づけ、近世絶対王政にいたる重大な一里塚となった。